# 紫花野木瓜
紫花野木瓜（学名：Stauntonia purpurea），为木通科野木瓜属下的一个植物种。其种加词“purpurea”意为“紫色的”。